# Meg Cabot
Meggin Patricia Cabot (Bloomington, Indiana, 1967. február 1. –) amerikai írónő. Könyvei több néven is jelentek már meg. Első regényei Patricia Cabot néven jelentek meg, de később publikált Jenny Carroll néven is. Szülőhazájában már több mint nyolcvan könyve jelent meg, legismertebb könyvsorozata A neveletlen hercegnő naplója.

## Életrajz
Miután lediplomázott az egyetemen, New Yorkban élt, később pedig Key West, Floridába költözött férjével. Eredetileg illusztrátorként dolgozott, de hamar felmondott és a New York-i Egyetemen vállalt munkát. Ennek az állásnak köszönhetően több ideje jutott az írásra. Férjével, a magyar felmenőkkel rendelkező[forrás?] Benjamin D. Egnatz költővel 1993. április 1-jén, bolondok napján kötött házasságot. Azért ezen a napon tartották az esküvőt, mert férje meggyőződése az volt, hogy elsősorban bolondok kötnek házasságot.
Macskái: A félszemű Henrietta (1993-Jan 2013), Gem és Allie.
Meg Cabot 2003 májusa óta nyílt blogot is vezet, amiben a könyveiről, a hétköznapjairól, és kedvenc időtöltéseiről mesél fényképekkel gazdagítva.

## Munkássága

### Gyermekkönyvek

#### Allie Finkle szabályai kezdő tiniknek sorozat
- Allie Finkle szabályai kezdő tiniknek 1. – A költözés napja (Allie Finkle’s Rules for Girls: Moving Day),
- Allie Finkle szabályai kezdő tiniknek 2. – Az új lány (Allie Finkle's Rules for Girls: The New Girl),
- Allie Finkle szabályai kezdő tiniknek 3. – Legjobb barátnők és rázós helyzetek (Allie Finkle's Rules for Girls: Best Friends and Drama Queens),
- Allie Finkle szabályai kezdő tiniknek 4. – Lámpaláz (Allie Finkle's Rules for Girls: Stage Fright),
- Allie Finkle szabályai kezdő tiniknek 5. – Csilivili csajok és a nagy átverés (Allie Finkle's Rules for Girls: Glitter Girls and The Great Fake Out),
- Allie Finkle szabályai kezdő tiniknek 6. – Kísért a múlt (Allie Finkle's Rules for Girls: Blast From The Past)

#### From the Notebooks of a Middle School Princess sorozat
- From the Notebooks of a Middle School Princess
- Royal Day Out
- Royal Wedding Disaster
- Royal Crush
- Royal Crown

### Ifjúsági regények

#### A neveletlen hercegnő naplója sorozat
- A neveletlen hercegnő naplója 1. (The Princess Diaries, Volume I)
- A neveletlen hercegnő naplója 2. – Reflektorfényben (The Princess Diaries, Volume II: Princess in the Spotlight)
- A neveletlen hercegnő naplója 3. – A szerelmes hercegnő (The Princess Diaries, Volume III: Princess in Love)
- A neveletlen hercegnő naplója 4. – Mia Genoviában (The Princess Diaries, Volume IV: Princess in Waiting)
- A neveletlen hercegnő naplója 4 és 1/2 (The Princess Diaries, Volume IV and 1/2: Project Princess)
- A neveletlen hercegnő naplója 5. – Talpig rózsaszínben (The Princess Diaries, Volume V: Princess in Pink)
- A neveletlen hercegnő naplója 6. – Hajrá hercegnő! (The Princess Diaries, Volume VI: Princess in Training)
- A neveletlen hercegnő naplója 6 és 1/2 – Mia Karácsonya (The Princess Diaries, Volume VI and 1/2: The Princess Present)
- A neveletlen hercegnő naplója 7. – Bulihercegnő (The Princess Diaries, Volume VII: Party Princess)
- A neveletlen hercegnő naplója 7 és 1/2 – Boldog szülinapot, Mia! (The Princess Diaries, Volume VII and 1/2: Sweet Sixteen Princess)
- A neveletlen hercegnő naplója 7 és 3/4 – Valentin-napi meglepetések (The Princess Diaries, Volume VII and 3/4: Valentine Princess)
- A neveletlen hercegnő naplója 8. – Hercegnő a szakadék szélén (The Princess Diaries, Volume VIII: Princess on the Brink)
- A neveletlen hercegnő naplója 9. – Pizsamás hercegnő (The Princess Diaries, Volume IX: Princess Mia)
- A neveletlen hercegnő naplója 10. – Mindörökké hercegnő (The Princess Diaries, Volume X: Forever Princess)
- A neveletlen hercegnő naplója 11. – A hercegnő férjhez megy (The Princess Diaries, Volume XI: Royal Wedding)
- Princess Lessons: A Princess Diaries Book
- Valódi és képzelt hercegnők (A Princess Diaries Book: Perfect Princess)
- Ünneplő Hercegnő (A Princess Diaries Book: Holiday Princess)
- Mia Thermopolis határidőnaplója 2006 (The Princess Diaries Diary 2006)

#### A mediátor sorozat
- Mediátor 1. – Suzie és a szerelmes Kísértet (Shadowland)
- Mediátor 2. – Mondd meg a vörösnek (Ninth Key)
- Mediátor 3. – Karambol (Mean Spirits)
- Mediátor 3,5. – Minden lány álma (Every Girl's Dream) – novella
- Mediátor 4. – A legsötétebb óra (Darkest Hour)
- Mediátor 5. – Veszélyes háromszög (Haunted)
- Mediátor 6. – Virradat (Twilight)
- Mediátor 6,5. – Proposal (magyarul nem jelent meg)
- Mediátor 7. – Remembrance (magyarul nem jelent meg)

#### Hívószám: 1-800 sorozat
- Hívószám: 1-800 1. – Tudom, hol vagy! Ketten a Harleyn (When Lightning Strikes)
- Hívószám: 1-800 2. – Fedőneve: Kasszandra (Code Name Cassandra)
- Hívószám: 1-800 3. – Veszélyes terepen (Safe House)
- Hívószám: 1-800 4. – Hajsza (Sanctuary)
- Hívószám: 1-800 5. – Isten veled, Villámlány! (Missing You)

#### Egy igazi amerikai lány sorozat
- Egy igazi amerikai lány 1. (All American Girl)
- Egy igazi amerikai lány 2. – A meztelen igazság (Ready or Not: An All-American Girl Novel)

#### Misztikus szerelem sorozat
- Misztikus szerelem (Avalon High)
- Koronázás 1. – Merlin jóslata (Avalon High 2: Coronation; Book 1: The Merlin Prophecy )
- Avalon High 2: Coronation; Book 2: Homecoming
- Avalon High 2: Coronation; Book 3: Hunter’s Moon

#### Airhead sorozat
- Airhead 1. – Ki vagyok? (Airhead)
- Airhead 2. – Nikki bőrében (Being Nikki)
- Airhead 3. – Menekülés (Runaway)

#### Abandon sorozat
- Elhagyatva (Abandon)
- Alvilág (Underworld)
- Ébredés (Awaken)

#### Önálló könyvek
- Nicola és a vikomt (Nicola and the Viscount)
- Victoria and the Rogue
- Tinibálvány (Teen Idol)
- Hogyan legyünk népszerűek? (How to be popular)
- Az a balfék Tommy Sullivan (Pants on Fire)
- Jinx (Jinx)
- Black Canary: Ignite

#### Társszerzőkkel kiadott könyvei
- Pokoli báléjszakák (Prom Nights from Hell) (Társszerzők: Stephenie Meyer, Michele Jaffe, Kim Harrison és Lauren Myracle)

### Felnőtt regények

#### Heather Wells sorozat
- Heather Wells rejtélyes esetei 1. – Átlagméret nem akadály (The Heather Wells Mystery Series 1.: Size 12 is Not Fat)
- Heather Wells rejtélyes esetei 2. – Egy kis túlsúly nem a világ vége (The Heather Wells Mystery Series 2.: Size 14 is Not Fat Either)
- Heather Wells rejtélyes esetei 3. – Töltött galamb (The Heather Wells Mystery Series 3.: Big Boned)
- Heather Wells rejtélyes esetei 4. – Csúcsformában (The Heather Wells Mystery Series 4.: Size 12 and Ready to Rock)
- Heather Wells rejtélyes esetei 5. – A menyasszony egy bombázó (The Heather Wells Mystery Series 5.: The Bride Wore Size 12)

#### Locsifecsi királynő sorozat
- Locsifecsi királynő (Queen of Babble)
- Locsifecsi királynő New Yorkban (Queen of Babble in the Big City)
- Locsifecsi királynő férjhez megy (Queen of Babble Gets Hitched)

#### Olthatatlan vágy sorozat
- Olthatatlan vágy (Insatiable Series 1.: Insatiable)
- Mélyharapás (Insatiable Series 2.: Overbite)

#### Boy sorozat
- Fiú a házból (The Boy Next Door)
- Ki nevet a végén? (Boy Meets Girl)
- Esküvő olasz módra (Every Boy’s Got One)
- The Boy is Back

Little Bridge Island sorozat
- Bridal Boot Camp
- No Judgments

#### Önálló könyvek
- She Went All The Way
- Váltságdíj a szívemért (Mia Thermopolis) (Ransom My Heart by Mia Thermopolis)

#### Patricia Cabot néven megjelent könyvei
- Where Roses Grow Wild
- Portrait of My Heart
- An Improper Proposal
- A Little Scandal
- Lady of Skye
- Educating Caroline
- Kiss the Bride

## Könyvei alapján készült filmek, sorozatok
- Neveletlen hercegnő (Mozifilm. Főszereplők: Anne Hathaway, Julie Andrews, Héctor Elizondo) (2001)
- Neveletlen hercegnő 2. – Eljegyzés a kastélyban (Mozifilm. Főszereplők: Anne Hathaway, Julie Andrews, Héctor Elizondo) (2004)
- Jéghercegnő (Mozifilm. Főszereplők: Michelle Trachtenberg, Joan Cusack, Kim Cattrall, Hayden Panettiere) (2005)
- Eltűntnek nyilvánítva (Tv-sorozat a Hívószám 1-800 alapján. Főszereplők: Gloria Reuben, Vivica A. Fox) (2003-2006)
- Avalon gimi

## Magyarul
- A neveletlen hercegnő naplója; Ciceró, Bp., 2002– (Tök jó könyvek)
  - 1.; 2002
  - 2. Reflektorfényben; Merényi Ágnes; 2002
  - 3. A szerelmes hercegnő; Merényi Ágnes; 2003
  - 4. Mia Genoviában; Merényi Ágnes; 2003
  - 4 és 1/2.; ford. Bosnyák Viktória
  - 5. Talpig rózsaszínben; Merényi Ágnes; 2004
  - 6 és 1/2. Mia karácsonya; ford. Bosnyák Viktória; 2004
  - 6. Hajrá hercegnő!; Merényi Ágnes; 2005
  - 7. Bulihercegnő; Merényi Ágnes; 2006
  - 7 és 1/2. Boldog szülinapot, Mia!; Merényi Ágnes; 2006
  - 7 és 3/4. Valentin-napi meglepetések; Polgár Anita; 2007
  - 8. Hercegnő a szakadék szélén; Merényi Ágnes; 2007
  - 9. Pizsamás hercegnő; Merényi Ágnes; 2008
  - 10. Mindörökké hercegnő; Merényi Ágnes; 2009
  - 11. A hercegnő férjhez megy; Merényi Ágnes; 2015
- Meggin Cabot: A fiú a házból; ford. Tulics Mónika; Ciceró, Bp., 2003
- Nicola és a vikomt; ford. Lacza Katalin; Ciceró, Bp., 2003 (Történetek az igaz szerelemről)
- Tudom, hol vagy! Ketten a Harleyn; ford. Szabó Mária; Ciceró, Bp., 2003 (Tök jó könyvek)
- Fedőneve: Kasszandra. A kutatás folytatódik; ford. Kiss Marianne; Ciceró, Bp., 2003 (Tök jó könyvek)
- Egy igazi amerikai lány; ford. Lacza Katalin; Ciceró, Bp., 2003 (Tök jó könyvek)
- Veszélyes terepen. Mindenhol lesnek rájuk; ford. Szabó Mária; Ciceró, Bp., 2003 (Tök jó könyvek)
- Valódi és képzelt hercegnők; ford. Merényi Ágnes; Ciceró, Bp., 2004 (Tök jó könyvek)
- Mia karácsonya. A neveletlen hercegnő naplója; ford. Bosnyák Viktória; Ciceró, Bp., 2004 (Tök jó könyvek)
- Hajsza. Ketten a gonoszok ellen; ford. Szabó Mária; Ciceró, Bp., 2004 (Tök jó könyvek)
- Ünneplő hercegnő. Örüljünk az ünnepeknek Miával és barátaival; ford. Varsányi Anna; Ciceró, Bp., 2005 (Tök jó könyvek)
- Ki nevet a végén?; ford. Tulics Mónika; Ciceró, Bp., 2005
- Tinibálvány; ford. Bosnyák Viktória; Ciceró, Bp., 2005 (Tök jó könyvek)
- Átlagméret nem akadály; ford. Lacza Katalin; Ciceró, Bp., 2006 (Heather Wells rejtélyes esetei)
- Misztikus szerelem; ford. Polgár Anita, versford. N. Kiss Zsuzsa; Ciceró Könyvstúdió, Bp., 2006 (Tök jó könyvek)
- Esküvő olasz módra; ford. Tulics Mónika; Ciceró, Bp., 2006
- Egy igazi amerikai lány; ford. Lacza Katalin; Cicero, Bp., 2003 (Tök jó könyvek)
  - 1. Egy igazi amerikai lány
  - 2. A meztelen igazság; ford. Lacza Katalin; 2005
- Egy kis túlsúly nem a világ vége; ford. Lacza Katalin; Cicero, Bp., 2007 (Heather Wells rejtélyes esetei)
- Hogyan legyünk népszerűek?; ford. Tulics Mónika; Ciceró, Bp., 2007 (Tök jó könyvek)
- Egy "neveletlen" írónő naplója; ford. Békés Dóra, Rudolf Anna, Varsányi Anna; Ciceró, Bp., 2007 (Tök jó könyvek)
- Isten veled, Villámlány! Hiányzol; ford. Szabó Mária; Ciceró, Bp., 2007 (Tök jó könyvek)
- Töltött galamb; ford. Lacza Katalin; Ciceró, Bp., 2008 (Heather Wells rejtélyes esetei)
- Avalon High. Koronázás. 1. A Merlin-prófécia; ford. Polgár Anita; Ciceró, Bp., 2008
- Jinx. A balszerencse átka; ford. Rudolf Anna; Ciceró, Bp., 2008 (Tök jó könyvek)
- Locsifecsi királynő; ford. Varsányi Anna; Ciceró, Bp., 2008
- Az a balfék Tommy Sullivan; ford. Polgár Anita; Ciceró, Bp., 2008 (Tök jó könyvek)
- A pusztító lánya; in: Pokoli báléjszakák; ford. Szabó Szilvia; Könyvmolyképző, Szeged, 2009 (Vörös pöttyös könyvek)
- Locsifecsi királynő New Yorkban; ford. Varsányi Anna; Ciceró, Bp., 2009
- Mia Thermopolis–Meg Cabot: Váltságdíj a szívemért; bev. Mia Thermopolis; ford. Bozai Ágota; Ciceró, Bp., 2010
- Airhead. Nikki bőrében; ford. Lacza Katalin; Ciceró, Bp., 2010
- Locsifecsi királynő férjhez megy; ford. Varsányi Anna; Ciceró, Bp., 2010
- Airhead. Ki vagyok?; ford. Lacza Katalin; Ciceró, Bp., 2010
- Tinibálvány; ford. Bosnyák Viktória; Ciceró, Bp., 2010 (Tök jó könyvek)
- Airhead. Menekülés; ford. Lacza Katalin; Ciceró, Bp., 2011
- Olthatatlan vágy; ford. Szőke Szandra; Ciceró, Bp., 2011
- Mélyharapás; ford. Szőke Szandra; Ciceró, Bp., 2012
- Elhagyatva. A trilógia első kötete; ford. Robin Edina; Ciceró, Bp., 2012
- Alvilág. A trilógia második kötete; ford. Robin Edina; Ciceró, Bp., 2012
- Csúcsformában. Heather Wells újabb rejtélyes esete; ford. Lacza Katalin; Ciceró, Bp., 2013
- A menyasszony egy bombázó; ford. Lacza Katalin; Ciceró, Bp., 2014 (Heather Wells rejtélyes esetei)
- Ébredés. A trilógia harmadik kötete; ford. Robin Edina; Ciceró, Bp., 2014

### A neveletlen hercegnő naplója, 2015
A neveletlen hercegnő naplója; jav. kiad.; Ciceró, Bp., 2015–
- 1. Hercegnő születik; ford. Merényi Ágnes, 2015
- 2. Reflektorfényben; ford. Merényi Ágnes, 2015
- 3. Karácsonyi őrület; ford. Merényi Ágnes, 2015
  - (A szerelmes hercegnő címen is)
- 4. Mia Genoviában; ford. Merényi Ágnes, 2015
- 5. Talpig rózsaszínben; ford. Merényi Ágnes, 2015
- 6. Hajrá hercegnő!; ford. Merényi Ágnes, 2015
- 7. Sztárparádé; ford. Merényi Ágnes, 2015
- 8. A szakadék szélén; ford. Merényi Ágnes, 2015
- 9. Pizsamás hercegnő; ford. Merényi Ágnes
- 10. Mindörökké hercegnő; ford. Merényi Ágnes, 2015